# Discographie de Boney M.
Cette page présente la discographie détaillée de Boney M..

## Albums studio

### 33 Tours
| Année | Titre | Label                 | Référence                                                                                                  | Pays                                                                |
| ----- | --- | --------------------- | --- | ------------------------------------------------------------------- |
| 1976  | Take the Heat off Me | Hansa Records         | 27 573 OT                                                                                                  | Allemagne                                                           |
| 1976  | Take the Heat off Me | Hansa Records         | 65 201 (Club-Sonderauflage)                                                                                | Allemagne                                                           |
| 1976  | Take the Heat off Me | Carrère               | 67131 | France (sous le nom de Daddy Cool)                                  |
| 1976  | Take the Heat off Me | WEA/Atlantic          | K 50314 | Royaume-Uni                                                         |
| 1977  | Love for Sale | Hansa Records         | 28 888 OT                                                                                                  | Allemagne                                                           |
| 1977  | Love for Sale | Hansa Records         | 65 359 2 (Club-Sonderauflage)                                                                              | Allemagne                                                           |
| 1977  | Love for Sale | Hansa Records         | 27 056-1 (Sonderauflage Sonocord)                                                                          | Allemagne                                                           |
| 1977  | Love for Sale | Carrère               | 67193 | France                                                              |
| 1977  | Love for Sale | WEA/Atlantic          | K 50385 | Royaume-Uni                                                         |
| 1978  | Nightflight to Venus | Hansa Records         | 26 026 OT                                                                                                  | Allemagne                                                           |
| 1978  | Nightflight to Venus | Hansa Records         | 34 009 1 (Club Edition)                                                                                    | Allemagne                                                           |
| 1978  | Nightflight to Venus | Hansa Records         | 27 145-2 (Sonderauflage Sonocord)                                                                          | Allemagne                                                           |
| 1978  | Nightflight to Venus | Carrère               | 67225 | France                                                              |
| 1978  | Nightflight to Venus | WEA/Atlantic          | K 50498 | Royaume-Uni                                                         |
| 1979  | Oceans of Fantasy | Hansa Records         | 200 888-320 (Autre pressage 200 888-320 "Die 4. Von Boney M." Avec Un Livret "Dossier de Presse" 12 pages) | Allemagne                                                           |
| 1979  | Oceans of Fantasy | Hansa Records         | 38 399 2 (Club Edition)                                                                                    | Allemagne                                                           |
| 1979  | Oceans of Fantasy | Hansa Records         | 27 144-5 (Sonderauflage Sonocord)                                                                          | Allemagne                                                           |
| 1979  | Oceans of Fantasy | Hansa Records         | 200 919-424 (Picture Disc)                                                                                 | Allemagne                                                           |
| 1979  | Oceans of Fantasy | Hansa Records         | 201 293-320                                                                                                | Allemagne                                                           |
| 1979  | Oceans of Fantasy | Carrère               | 67382 | France                                                              |
| 1979  | Oceans of Fantasy | WEA/Atlantic          | K 50610 | Royaume-Uni                                                         |
| 1981  | Boonoonoonoos | Hansa Records         | 203 888-320                                                                                                | Allemagne                                                           |
| 1981  | Boonoonoonoos | Hansa Records         | 91 317 8 (Club Edition)                                                                                    | Allemagne                                                           |
| 1981  | Boonoonoonoos | Hansa Records         | 301 850-570 [2 LP]                                                                                         | Allemagne                                                           |
| 1981  | Boonoonoonoos | Carrère               | 67815 | France                                                              |
| 1981  | Boonoonoonoos | Carrère               | 67831 [2 LP]                                                                                               | France                                                              |
| 1981  | Boonoonoonoos | WEA/Atlantic          | K 50852 | Royaume-Uni                                                         |
| 1981  | Boonoonoonoos | WEA/Atlantic          | K 50852 D [2 LP]                                                                                           | Royaume-Uni                                                         |
| 1981  | Christmas Album | Hansa Records         | 204 300-320                                                                                                | Allemagne                                                           |
| 1981  | Christmas Album | Hansa Records         | 91 246 9 (Club Edition)                                                                                    | Allemagne                                                           |
| 1981  | Christmas Album | Carrère               | 67837 | France                                                              |
| 1981  | Christmas Album | WEA/Atlantic          | K 50923 | Royaume-Uni (sous le nom de Mary's Boy Child - The Christmas Album) |
| 1984  | Ten Thousand Lightyears | Hansa Records         | 206 200-620                                                                                                | Allemagne                                                           |
| 1984  | Ten Thousand Lightyears | Hansa Records         | 41 094 4 (Club Edition)                                                                                    | Allemagne                                                           |
| 1984  | Ten Thousand Lightyears | Hansa Records         | 206 200-620 / 601 246-213 (Promo [33 Tours / Maxi 45 Tours "Somewhere In The World"])                      | Allemagne                                                           |
| 1984  | Ten Thousand Lightyears | Hansa Records         | 206 318-000 (Promo)                                                                                        | Allemagne                                                           |
| 1984  | Ten Thousand Lightyears | Hansa Records         | 206 555-620 (Inclus Le Titre "Kalimba De Luna")                                                            | Allemagne                                                           |
| 1984  | Ten Thousand Lightyears | Hansa Records         | 41 094 4 (Club Edition) (Inclus Le Titre "Kalimba De Luna")                                                | Allemagne                                                           |
| 1984  | Kalimba De Luna | Carrère               | 66189 | France                                                              |
| 1985  | Eye Dance | Hansa Records         | 207 100-620                                                                                                | Allemagne                                                           |
| 1985  | Eye Dance | Hansa Records         | 42 448 1 (Club Edition)                                                                                    | Allemagne                                                           |
| 1986  | Eye Dance | Hansa Records/Carrère | CAL 223 | Royaume-Uni                                                         |
| 1991  | Christmas Album | BMG/Hansa             | 204 300-270                                                                                                | Allemagne                                                           |
| 2017  | Take The Heat Off Me | Sony Music            | 88875 08109 1                                                                                              | Allemagne                                                           |
| 2017  | Complete Vinyl Box [9 LP : Take the Heat Off Me/Love for Sale/Nightflight to Venus/Oceans of Fantasy/Boonoonoonoos/Christmas Album/Ten Thousand Lightyears/Kalimba de Luna/Eye Dance] | Sony Music            | 88985 40697 1                                                                                              | Allemagne                                                           |
| 2017  | Eye Dance | Sony Music            | 88985 40919 1                                                                                              | Allemagne                                                           |
| 2017  | Kalimba De Luna | Sony Music            | 88985 40920 1                                                                                              | Allemagne                                                           |
| 2017  | Ten Thousand Lightyears | Sony Music            | 88985 40921 1                                                                                              | Allemagne                                                           |
| 2017  | Boonoonoonoos | Sony Music            | 88985 40922 1                                                                                              | Allemagne                                                           |
| 2017  | Christmas Album | Sony Music            | 88985 40923 1                                                                                              | Allemagne                                                           |
| 2017  | Oceans of Fantasy | Sony Music            | 88985 40924 1                                                                                              | Allemagne                                                           |
| 2017  | Nightflight to Venus | Sony Music            | 88985 40925 1                                                                                              | Allemagne                                                           |
| 2017  | Love for Sale | Sony Music            | 88985 40926 1                                                                                              | Allemagne                                                           |

### Cassettes Audio
| Année | Titre                                                       | Label         | Référence                         | Pays        |
| ----- | ----------------------------------------------------------- | ------------- | --------------------------------- | ----------- |
| 1976  | Take the Heat off Me                                        | Hansa Records | 56 109 GT                         | Allemagne   |
| 1976  | Take the Heat off Me                                        | Hansa Records | 67 593 (Club-Sonderauflage)       | Allemagne   |
| 1976  | Daddy Cool                                                  | Carrère       | 70131                             | France      |
| 1976  | Take the Heat off Me                                        | WEA/Atlantic  | K 450314                          | Royaume-Uni |
| 1977  | Love for Sale                                               | Hansa Records | 56 808 GT                         | Allemagne   |
| 1977  | Love for Sale                                               | Hansa Records | 67 765 8 (Club-Sonderauflage)     | Allemagne   |
| 1977  | Love for Sale                                               | Hansa Records | 23 075 5 (Sonderauflage Sonocord) | Allemagne   |
| 1977  | Love for Sale                                               | Carrère       | 70193                             | France      |
| 1977  | Love for Sale                                               | WEA/Atlantic  | K 450385                          | Royaume-Uni |
| 1978  | Nightflight to Venus                                        | Hansa Records | 57 700 GT                         | Allemagne   |
| 1978  | Nightflight to Venus                                        | Hansa Records | 33 166 0 (Club Edition)           | Allemagne   |
| 1978  | Nightflight to Venus                                        | Hansa Records | 23 273 6 (Sonderauflage Sonocord) | Allemagne   |
| 1978  | Nightflight to Venus (Hallo RTL)                            | Hansa Records | 33 377 3                          | Allemagne   |
| 1978  | Nightflight to Venus                                        | Carrère       | 70225                             | France      |
| 1978  | Nightflight to Venus                                        | WEA/Atlantic  | K 450498                          | Royaume-Uni |
| 1979  | Oceans of Fantasy                                           | Hansa Records | 400 888-352                       | Allemagne   |
| 1979  | Oceans of Fantasy                                           | Hansa Records | 33 448 2 (Club Edition)           | Allemagne   |
| 1979  | Oceans of Fantasy                                           | Hansa Records | 23 272 8 (Sonderauflage Sonocord) | Allemagne   |
| 1979  | Oceans of Fantasy                                           | Hansa Records | 401 293-352                       | Allemagne   |
| 1979  | Oceans of Fantasy                                           | Carrère       | 70382                             | France      |
| 1979  | Oceans of Fantasy                                           | WEA/Atlantic  | K 450610                          | Royaume-Uni |
| 1981  | Boonoonoonoos                                               | Hansa Records | 403 888-352                       | Allemagne   |
| 1981  | Boonoonoonoos                                               | Hansa Records | 36 180 8 (Club Edition)           | Allemagne   |
| 1981  | Boonoonoonoos                                               | Carrère       | 70815                             | France      |
| 1981  | Boonoonoonoos                                               | WEA/Atlantic  | K 450852                          | Royaume-Uni |
| 1981  | Christmas Album                                             | Hansa Records | 404 300-352                       | Allemagne   |
| 1981  | Christmas Album                                             | Hansa Records | 36 044 9 (Club Edition)           | Allemagne   |
| 1981  | Christmas Album                                             | Carrère       | 70837                             | France      |
| 1981  | Mary's Boy Child - The Christmas Album                      | WEA/Atlantic  | K 450923                          | Royaume-Uni |
| 1984  | Ten Thousand Lightyears                                     | Hansa Records | 406 200-652                       | Allemagne   |
| 1984  | Ten Thousand Lightyears                                     | Hansa Records | 44 380 4 (Club Edition)           | Allemagne   |
| 1984  | Ten Thousand Lightyears                                     | Hansa Records | 406 318-000 (Promo)               | Allemagne   |
| 1984  | Ten Thousand Lightyears (Inclus Le Titre "Kalimba De Luna") | Hansa Records | 406 555-652                       | Allemagne   |
| 1984  | Ten Thousand Lightyears (Inclus Le Titre "Kalimba De Luna") | Hansa Records | 44 380 4 (Club Edition)           | Allemagne   |
| 1984  | Kalimba de Luna                                             | Carrère       | 76189                             | France      |
| 1985  | Eye Dance                                                   | Hansa Records | 407 100-652                       | Allemagne   |
| 1985  | Eye Dance                                                   | Hansa Records | 45 354 8 (Club Edition)           | Allemagne   |

### CD
| Année | Titre                                                             | Label             | Référence               | Pays      |
| ----- | ----------------------------------------------------------------- | ----------------- | ----------------------- | --------- |
| 1994  | Take the Heat off Me                                              | BMG/MCI           | 74321 21271 2           | Allemagne |
| 1994  | Love for Sale                                                     | BMG/MCI           | 74321 21270 2           | Allemagne |
| 1994  | Nightflight to Venus                                              | BMG/MCI           | 74321 21269 2           | Allemagne |
| 1994  | Oceans of Fantasy                                                 | BMG/MCI           | 74321 21268 2           | Allemagne |
| 1994  | Boonoonoonoos                                                     | BMG/MCI           | 74321 21267 2           | Allemagne |
| 1991  | Christmas Album                                                   | BMG/Hansa Records | 254 300-217             | Allemagne |
| 1991  | Christmas Album                                                   | BMG/Hansa Records | 78 672 3 (Club Edition) | Allemagne |
| 1984  | Ten Thousand Lightyears                                           | Hansa Records     | 610 140-222             | Allemagne |
| 1994  | Ten Thousand Lightyears                                           | BMG/MCI           | 74321 21266 2           | Allemagne |
| 1994  | Eye Dance                                                         | BMG/MCI           | 74321 21264 2           | Allemagne |
| 1995  | Eye Dance/Nightflight To Venus/Take The Heat Off Me (3CD)         | BMG/Hansa         | 74321 28256 2           | France    |
| 1996  | Love For Sale/Oceans Of Fantasy/Boonoonoonoos (3CD)               | BMG/Hansa         | 74321 38507 2           | France    |
| 1998  | Eye Dance/Take The Heat Off Me/Nightflight To Venus (Coffret 3CD) | BMG/Hansa         | 74321 58891 2           | France    |
| 1998  | Love For Sale/Boonoonoonoos/Oceans Of Fantasy (Coffret 3CD)       | BMG/Hansa         | 74321 58892 2           | France    |
| 2001  | Take the Heat Off Me/Oceans Of Fantasy/Boonoonoonoos (3CD)        | BMG/Hansa         | 74321 87983 2           | France    |
| 2001  | Take The Heat Off Me/Oceans Of Fantasy (2CD)                      | BMG/Hansa         | 74321 88038 2           | France    |

### CD (avectitres bonus)
| Année | Titre                                 | Label        | Référence     | Pays      |
| ----- | ------------------------------------- | ------------ | ------------- | --------- |
| 2007  | Take The Heat Off Me                  | Sony BMG/MCI | 88697 08260 2 | Allemagne |
| 2007  | Love for Sale                         | Sony BMG/MCI | 88697 08261 2 | Allemagne |
| 2007  | Nightflight to Venus                  | Sony BMG/MCI | 88697 08262 2 | Allemagne |
| 2007  | Oceans of Fantasy                     | Sony BMG/MCI | 88697 08263 2 | Allemagne |
| 2007  | Boonoonoonoos                         | Sony BMG/MCI | 88697 09480 2 | Allemagne |
| 2007  | Ten Thousand Lightyears               | Sony BMG/MCI | 88697 09482 2 | Allemagne |
| 2007  | Eye Dance                             | Sony BMG/MCI | 88697 09484 2 | Allemagne |
| 2011  | Original Album Classics (5CD Box Set) | Sony Music   | 88697 92870 2 | Allemagne |

## Singles

### 45 Tours
| Année | Face A                                                           | Face B                                         | Label                 | Référence                                | Pays        |
| ----- | ---------------------------------------------------------------- | ---------------------------------------------- | --------------------- | ---------------------------------------- | ----------- |
| 1975  | Baby Do You Wanna Bump Part I                                    | Baby Do You Wanna Bump Part II                 | Hansa Records         | 13834 AT                                 | Allemagne   |
| 1975  | Baby Do You Wanna Bump Part I                                    | Baby Do You Wanna Bump Part II                 | Creole                | CR 119                                   | Royaume-Uni |
| 1976  | Daddy Cool                                                       | No Woman No Cry                                | Hansa Records         | 16959 AT                                 | Allemagne   |
| 1976  | Daddy Cool                                                       | No Woman No Cry                                | Carrère               | 49226                                    | France      |
| 1976  | Daddy Cool                                                       | No Woman No Cry                                | WEA/Atlantic          | K 10827                                  | Royaume-Uni |
| 1976  | Sunny                                                            | New York City                                  | Hansa Records         | 17459 AT                                 | Allemagne   |
| 1976  | Sunny                                                            | New York City                                  | Carrère               | 49245                                    | France      |
| 1976  | Sunny                                                            | New York City                                  | WEA/Atlantic          | K 10892                                  | Royaume-Uni |
| 1976  | Take the Heat off Me                                             | Lovin' Or Leavin'                              | Hansa Records         | 11326 AT                                 | Allemagne   |
| 1976  | Got a Man on My Mind                                             | Perfect                                        | Hansa Records         | 11327 AT                                 | Allemagne   |
| 1977  | Ma Baker                                                         | Still I'm Sad                                  | Hansa Records         | 17888 AT                                 | Allemagne   |
| 1977  | Ma Baker                                                         | Still I'm Sad                                  | Carrère               | 49289                                    | France      |
| 1977  | Ma Baker                                                         | Still I'm Sad                                  | WEA/Atlantic          | K 10965                                  | Royaume-Uni |
| 1977  | Ma Baker                                                         | A Woman Can Change A Man                       | Carrère               | 49289                                    | France      |
| 1977  | Belfast                                                          | Plantation Boy                                 | Hansa Records         | 11537 AT                                 | Allemagne   |
| 1977  | Belfast                                                          | Plantation Boy                                 | Carrère               | 49317                                    | France      |
| 1977  | Belfast                                                          | Plantation Boy                                 | WEA/Atlantic          | K 11020                                  | Royaume-Uni |
| 1978  | Rivers of Babylon                                                | Brown Girl in the Ring                         | Hansa Records         | 11999 AT                                 | Allemagne   |
| 1978  | Rivers of Babylon                                                | Brown Girl in the Ring                         | Carrère               | 49359                                    | France      |
| 1978  | Rivers of Babylon                                                | Brown Girl in the Ring                         | WEA/Atlantic          | K 11120                                  | Royaume-Uni |
| 1978  | Rasputin                                                         | Painter Man                                    | Hansa Records         | 15808 AT                                 | Allemagne   |
| 1978  | Rasputin                                                         | Never Change Lovers In The Middle Of The Night | Carrère               | 49421                                    | France      |
| 1978  | Rasputin                                                         | Never Change Lovers In The Middle Of The Night | WEA/Atlantic          | K 11192                                  | Royaume-Uni |
| 1978  | Mary's Boy Child / Oh My Lord                                    | Never Change Lovers In The Middle Of The Night | Hansa Records         | 15816 AT (Promo)                         | Allemagne   |
| 1978  | Mary's Boy Child / Oh My Lord                                    | Dancing In The Streets                         | Hansa Records         | 100 075-100                              | Allemagne   |
| 1978  | Dancing in the Streets                                           | Mary's Boy Child / Oh My Lord                  | Hansa Records         | 100 075-100                              | Allemagne   |
| 1978  | Mary's Boy Child / Oh My Lord                                    | Dancing In The Streets                         | Carrère               | 49451                                    | France      |
| 1978  | Mary's Boy Child / Oh My Lord                                    | Dancing In The Streets                         | WEA/Atlantic          | K 11221                                  | Royaume-Uni |
| 1978  | Painter Man                                                      | He Was A Steppenwolf                           | WEA/Atlantic          | K 11255                                  | Royaume-Uni |
| 1978  | Nightflight To Venus / Brown Girl in the Ring                    | -                                              | Hansa Records         | PROMO 6 (Promotional Copy, Not For Sale) | Pays-Bas    |
| 1979  | Hooray! Hooray! It's a Holi-Holiday                              | Ribbons Of Blue                                | Hansa Records         | 100 444-100                              | Allemagne   |
| 1979  | Hooray! Hooray! It's a Holi-Holiday                              | Ribbons Of Blue                                | Carrère               | 49484                                    | France      |
| 1979  | Hooray! Hooray! It's a Holi-Holiday                              | Ribbons Of Blue                                | WEA/Atlantic          | K 11279                                  | Royaume-Uni |
| 1979  | Hooray! Hooray! It's a Holi-Holiday                              | Ribbons Of Blue                                | WEA/Atlantic          | K 11279 P (Picture Disc)                 | Royaume-Uni |
| 1979  | Hold On I'm Coming                                               | Funky Dancer                                   | Hansa Records         | 100 803-100                              | Allemagne   |
| 1979  | Hold On I'm Coming                                               | Funky Dancer                                   | Hansa Records/Barclay | 620 556                                  | France      |
| 1979  | Hold On I'm Coming                                               | Funky Dancer                                   | Hansa Records         | K 11372                                  | Royaume-Uni |
| 1979  | El Lute                                                          | Gotta Go Home                                  | Hansa Records         | 100 804-100                              | Allemagne   |
| 1979  | El Lute                                                          | Gotta Go Home                                  | Carrère               | 49533                                    | France      |
| 1979  | El Lute                                                          | Gotta Go Home                                  | WEA/Atlantic          | K 11351                                  | Royaume-Uni |
| 1979  | Let It All Be Music                                              | Oceans of Fantasy                              | Hansa Records         | 101 027-000 (Promo)                      | Allemagne   |
| 1979  | I'm Born Again                                                   | Bahama Mama                                    | Hansa Records         | 101 101-100                              | Allemagne   |
| 1979  | I'm Born Again                                                   | Bahama Mama                                    | Carrère               | 49583                                    | France      |
| 1979  | I'm Born Again                                                   | Bahama Mama                                    | WEA/Atlantic          | K 11410                                  | Royaume-Uni |
| 1980  | I See a Boat on the River                                        | My Friend Jack                                 | Hansa Records         | 101 750-100                              | Allemagne   |
| 1980  | My Friend Jack                                                   | I See a Boat on the River                      | Carrère               | 49621                                    | France      |
| 1980  | My Friend Jack                                                   | I See a Boat on the River                      | WEA/Atlantic          | K 11463                                  | Royaume-Uni |
| 1980  | Children of Paradise                                             | In a Gadda-Da-Vida                             | Hansa Records         | 102 400-100                              | Allemagne   |
| 1980  | Children of Paradise                                             | In a Gadda-Da-Vida                             | Carrère               | 49681                                    | France      |
| 1980  | Children of Paradise                                             | In a Gadda-Da-Vida                             | WEA/Atlantic          | K 11637                                  | Royaume-Uni |
| 1980  | Felicidad (Margherita)                                           | Strange                                        | Hansa Records         | 102 681-100                              | Allemagne   |
| 1980  | Felicidad (Margherita)                                           | Strange                                        | Carrère               | 49709                                    | France      |
| 1980  | You                                                              | I'm Lonely                                     | Hansa Records         | 102 726-100                              | Allemagne   |
| 1981  | You                                                              | I'm Lonely                                     | WEA/Atlantic          | K 11578                                  | Royaume-Uni |
| 1981  | Strange                                                          | Felicidad                                      | Hansa Records         | 102.924                                  | Pays-Bas    |
| 1981  | Malaika                                                          | Consuela Biaz                                  | Hansa Records         | 103 350-100                              | Allemagne   |
| 1981  | Malaika                                                          | Consuela Biaz                                  | Carrère               | 49802                                    | France      |
| 1981  | We Kill The World (Don't Kill The World)                         | Boonoonoonoos                                  | Hansa Records         | 103 666-100                              | Allemagne   |
| 1981  | We Kill The World (Don't Kill The World)                         | Boonoonoonoos                                  | Carrère               | 49840                                    | France      |
| 1981  | We Kill The World (Don't Kill The World)                         | Boonoonoonoos                                  | WEA/Atlantic          | K 11689                                  | Royaume-Uni |
| 1981  | Little Drummer Boy                                               | 6 Years Of Boney M. Hits                       | Hansa Records         | 103 777-100                              | Allemagne   |
| 1981  | 6 Years Of Boney M. Hits                                         | Little Drummer Boy                             | Hansa Records         | 103 777-100                              | Allemagne   |
| 1981  | Little Drummer Boy                                               | Little Drummer Boy                             | Hansa Records         | 103 838-000 (Promo)                      | Allemagne   |
| 1981  | 6 Years Of Boney M. Hits                                         | -                                              | Hansa Records         | 103 953-000 (Promo)                      | Allemagne   |
| 1982  | Rivers of Babylon                                                | Sunny                                          | Hansa Records         | 104.343                                  | Allemagne   |
| 1982  | Ma Baker                                                         | Baby Do You Wanna Bump                         | Hansa Records         | 104.344                                  | Allemagne   |
| 1982  | The Carnival Is Over                                             | Going Back West                                | Hansa Records         | 104 475-100                              | Allemagne   |
| 1982  | The Carnival Is Over                                             | Going Back West                                | Carrère               | 13004                                    | France      |
| 1982  | The Carnival Is Over                                             | Going Back West                                | WEA/Atlantic          | A 9973                                   | Royaume-Uni |
| 1982  | Zion's Daughter                                                  | White Christmas                                | Hansa Records         | 104 874-100                              | Allemagne   |
| 1983  | Jambo - Hakuna Matata (No Problems)                              | African Moon                                   | Hansa Records         | 105 577-100                              | Allemagne   |
| 1983  | Jambo - Hakuna Matata (No Problems)                              | African Moon                                   | Carrère               | 13295                                    | France      |
| 1983  | Jambo - Hakuna Matata (No Problems)                              | African Moon                                   | WEA/Atlantic          | A 9767                                   | Royaume-Uni |
| 1984  | Somewhere In The World                                           | Exodus                                         | Hansa Records         | 106 320-100                              | Allemagne   |
| 1984  | Kalimba De Luna                                                  | Ten Thousand Lightyears                        | Hansa Records         | 106 760-100                              | Allemagne   |
| 1984  | Kalimba De Luna                                                  | Ten Thousand Lightyears                        | Carrère               | 13582                                    | France      |
| 1984  | Kalimba De Luna                                                  | Kalimba de Luna                                | WEA/Atlantic          | A 9619                                   | Royaume-Uni |
| 1984  | Happy Song                                                       | School's Out                                   | Hansa Records         | 106 909-100                              | Allemagne   |
| 1984  | Happy Song                                                       | School's Out                                   | Carrère               | 13635                                    | France      |
| 1984  | Happy Song                                                       | School's Out                                   | Carrère Records       | CAR 354                                  | Royaume-Uni |
| 1985  | Mother And Child Reunion                                         | I'm Alive                                      | Hansa Records         | 107 075-100                              | Allemagne   |
| 1985  | King Of Dancin'                                                  | I See You                                      | Hansa Records         | 107 340-100                              | Allemagne   |
| 1985  | My Cherie Amour                                                  | Sample City                                    | Hansa Records         | 107 350-100                              | Allemagne   |
| 1985  | Young, Free And Single                                           | Blue Beach                                     | Hansa Records         | 107 604-100                              | Allemagne   |
| 1986  | Daddy Cool (Anniversary Recording '86)                           | B.M.A.G.O.                                     | Hansa Records         | 107 994-100                              | Allemagne   |
| 1986  | Bang Bang Lulu                                                   | Chica Da Silva                                 | Hansa Records         | 108 395-100                              | Allemagne   |
| 1986  | A1: Mary's Boy Child / Oh My Lord A2: Hark The Herald Angel Sing | B1: White Christmas B2: Jingle Bells           | Hansa Records         | 696 101-000 (Promo)                      | Allemagne   |
| 1986  | Young, Free And Single                                           | Chica Da Silva                                 | Carrère Records       | CAR 384                                  | Royaume-Uni |
| 1987  | Young, Free And Single                                           | Blue Beach                                     | Hansa Records         | 108 806                                  | France      |
| 1988  | Rivers Of Babylon                                                | Mary's Boy Child / Oh My Lord                  | Hansa Records         | 111 825-100                              | Allemagne   |
| 1988  | Rivers Of Babylon                                                | Mary's Boy Child / Oh My Lord                  | Hansa Records         | 111 944-000 (Promo)                      | Allemagne   |
| 1988  | Mary's Boy Child                                                 | Megamix                                        | Hansa Records         | 111 947                                  | Royaume-Uni |
| 1988  | Megamix                                                          | Rasputin                                       | Hansa Records         | 111 973-100                              | Allemagne   |
| 1988  | Rasputin (Remix)                                                 | Megamix                                        | BMG/Ariola            | 112 096                                  | Royaume-Uni |
| 1988  | Rivers Of Babylon                                                | Brown Girl In The Ring                         | Old Gold              | OG 9783                                  | Royaume-Uni |
| 1989  | The Summer Mega Mix                                              | The Calendar Song                              | Hansa Records         | 112 466-100                              | Allemagne   |
| 1989  | The Summer Mega Mix                                              | The Calendar Song                              | Hansa Records         | 112 487                                  | France      |
| 1989  | The Summer Mega Mix                                              | The Calendar Song                              | Ariola                | 112 497                                  | Royaume-Uni |
| 1989  | Malaika                                                          | Baby Do You Wanna Bump                         | BMG/Hansa Records     | 112 809-100                              | Allemagne   |
| 1989  | Everybody Wants To Dance Like Josephine Baker                    | Custer Jammin'                                 | Imperative            | 7 TIV0002                                | Royaume-Uni |
| 1989  | Everybody Wants To Dance Like Josephine Baker                    | Custer Jammin'                                 | Carrère               | 14 821                                   | France      |
| 1989  | Everybody Wants To Dance Like Josephine Baker                    | Custer Jammin'                                 | PWL Records           | PWS 004                                  | Pays-Bas    |
| 1990  | Stories                                                          | Rumours                                        | BMG/Hansa Records     | 112 997-100                              | Allemagne   |
| 1990  | Stories                                                          | Rumours                                        | Ariola                | 112 997                                  | Royaume-Uni |
| 1992  | Mary's Boy Child / Oh My Lord                                    | Zion's Daughter                                | BMG/Hansa Records     | 74321 11932 7                            | Allemagne   |
| 1992  | Mega Mix                                                         | Mary's Boy Child / Oh My Lord                  | BMG/Arista            | 74321 12512 7                            | Royaume-Uni |
| 1992  | Mega Mix                                                         | Bang Bang Lulu                                 | BMG/MCI               | 74321 12606 7                            | Allemagne   |
| 1993  | Brown Girl In The Ring (Radio Version)                           | Brown Girl In The Ring (Radio Rap Version)     | BMG/MCI               | 74321 13705 7                            | Allemagne   |
| 1993  | Brown Girl In The Ring (Radio Version)                           | Brown Girl In The Ring (Radio Rap Version)     | BMG/Arista            | 74321 13705 7                            | Royaume-Uni |

### Maxi 45 Tours
| Année | Face A                                                                           | Face B | Label                | Référence                           | Pays        |
| ----- | -------------------------------------------------------------------------------- | --- | -------------------- | ----------------------------------- | ----------- |
| 1978  | Rasputin                                                                         | Painter Man                                                                                                 | Hansa Records        | 26 400 XT                           | Allemagne   |
| 1978  | Rasputin                                                                         | Never Change Lovers In The Middle Of The Night                                                              | Carrère              | 8029                                | France      |
| 1978  | Painter Man                                                                      | He Was A Steppenwolf                                                                                        | WEA/Atlantic         | K 11255 (T)                         | Royaume-Uni |
| 1978  | Dancing In The Streets                                                           | Mary's Boy Child / Oh My Lord                                                                               | Hansa Records        | 600 009-212                         | Allemagne   |
| 1979  | Dancing In The Streets                                                           | Mary's Boy Child / Oh My Lord                                                                               | Carrère              | 8037                                | France      |
| 1979  | Hooray! Hooray! It's Holi-Holiday                                                | Ribbons Of Blue                                                                                             | WEA/Atlantic         | K.11279 CT                          | Royaume-Uni |
| 1979  | Gotta Go Home                                                                    | El Lute | Hansa Records        | 600 081-213                         | Allemagne   |
| 1979  | Gotta Go Home                                                                    | El Lute | Hansa Records        | 600 081-213 (Clear Vinyl)           | Allemagne   |
| 1979  | El Lute                                                                          | Gotta Go Home                                                                                               | Carrère              | 8068                                | France      |
| 1979  | Hold On I'm Coming                                                               | Funky Dancer                                                                                                | Hansa Records        | 600 086-213                         | Allemagne   |
| 1979  | A1: Bye Bye Bluebird A2: Let It All Be Music                                     | B1: Oceans of Fantasy B2: No More Chain Gang                                                                | Hansa Records        | 600 126-000 (DJ Only)               | Allemagne   |
| 1979  | Bahama Mama                                                                      | I'm Born Again                                                                                              | Hansa Records        | 600 166-213                         | Allemagne   |
| 1980  | Bahama Mama                                                                      | I'm Born Again                                                                                              | Carrère              | 8080                                | France      |
| 1980  | My Friend Jack                                                                   | I See a Boat on the River                                                                                   | Hansa Records        | 600 233-213                         | Allemagne   |
| 1980  | My Friend Jack                                                                   | I See a Boat on the River                                                                                   | Carrère              | 8087                                | France      |
| 1980  | Gadda-Da-Vida                                                                    | Children of Paradise                                                                                        | Hansa Records        | 600 280-213                         | Allemagne   |
| 1980  | In a Gadda-Da-Vida                                                               | Children of Paradise                                                                                        | Carrère              | 8106                                | France      |
| 1980  | Felicidad (Margherita)                                                           | Strange | Hansa Records        | 600 311-213                         | Allemagne   |
| 1980  | Maxi 1 A: Gadda-Da-Vida B: Children of Paradise                                  | Maxi 2 A: Felicidad (Margherita) B: Strange                                                                 | Hansa Records        | 301 500-565                         | Allemagne   |
| 1981  | Felicidad                                                                        | Strange | Carrère              | 8107                                | France      |
| 1981  | Malaika                                                                          | Consuela Biaz                                                                                               | Hansa Records        | 600 400-213                         | Allemagne   |
| 1981  | Malaika                                                                          | Consuela Biaz                                                                                               | Carrère              | 8124                                | France      |
| 1981  | Boonoonoonoos                                                                    | We Kill the World (Don't Kill the World)                                                                    | Hansa Records        | 600 455-213                         | Allemagne   |
| 1981  | We Kill the World (Don't Kill the World)                                         | Boonoonoonoos                                                                                               | Carrère              | 8135                                | France      |
| 1981  | We Kill the World (Don't Kill the World)                                         | 6 Years of Boney M. Hits                                                                                    | WEA/Atlantic         | K 11689 (T)                         | Royaume-Uni |
| 1981  | 6 Years of Boney M. Hits « Boney M. on 45 »                                      | Little Drummer Boy                                                                                          | Hansa Records        | 600 479-213                         | Allemagne   |
| 1981  | 6 Years of Boney M. Hits « Boney M. on 45 »                                      | Little Drummer Boy                                                                                          | Hansa Records        | 600 479-213 (Cover Different)       | Allemagne   |
| 1982  | 6 Years of Boney M. Hits (Boney M. on 45)                                        | Bye Bye Blue Bird                                                                                           | Carrère              | 8153                                | France      |
| 1982  | 6 Anos De Exitos De Boney M.                                                     | Rios de Babilonia                                                                                           | Ariola               | F-600.539                           | Espagne     |
| 1982  | Going Back West / Silly Confusion                                                | The Carnival Is Over                                                                                        | Hansa Records        | 600 633-213                         | Allemagne   |
| 1983  | Jambo - Hakuna Matata (No Problems)                                              | African Moon                                                                                                | Hansa Records        | 600 922-213                         | Allemagne   |
| 1983  | Jambo - Hakuna Matata (No Problems)                                              | African Moon                                                                                                | Carrère              | 8294                                | France      |
| 1984  | Somewhere In The World                                                           | B1: Exodus (Noah's Ark 2001) B2: Wild Planet                                                                | Hansa Records        | 601 246-213                         | Allemagne   |
| 1984  | Kalimba De Luna                                                                  | 10.000 Lightyears                                                                                           | Hansa Records        | 601 470-213                         | Allemagne   |
| 1984  | Kalimba De Luna                                                                  | Ten Thousand Light Years                                                                                    | Carrère              | 8425                                | France      |
| 1984  | Kalimba De Luna (U.S. Club Mix)                                                  | Kalimba De Luna (U.S. Club Mix - Dub Version)                                                               | Hansa Records        | 601 532-213                         | Allemagne   |
| 1984  | Kalimba De Luna (Special Extended U.S. Club Mix)                                 | Kalimba De Luna (Dub-Version)                                                                               | IMP Production       | Sample Not For Sale/601 532 (Promo) | Allemagne   |
| 1984  | Kalimba De Luna (Long Version)                                                   | Kalimba De Luna (Short Version)                                                                             | Carrère Records      | 4Z9 05134                           | États-Unis  |
| 1984  | Kalimba De Luna                                                                  | 10.000 Light Years                                                                                          | WEA/Atlantic         | A 9619 (T)                          | Royaume-Uni |
| 1984  | Kalimba De Luna (U.S Club Mix)                                                   | Ten Thousand Light Years                                                                                    | Carrère              | 8425                                | France      |
| 1984  | Happy Song                                                                       | School's Out                                                                                                | Hansa Records        | 601 555-213                         | Allemagne   |
| 1984  | Happy Song                                                                       | School's Out                                                                                                | Carrère              | 8450                                | France      |
| 1984  | Happy Song                                                                       | School's Out                                                                                                | Carrère Records      | CART 354                            | Royaume-Uni |
| 1985  | Mother And Child Reunion                                                         | I'm Alive                                                                                                   | Hansa Records        | 601 583-582                         | Allemagne   |
| 1985  | My Chérie Amour                                                                  | Sample City                                                                                                 | Hansa Records        | 601 686-213                         | Allemagne   |
| 1985  | My Chérie Amour (Special Extended U.S. Club Mix)                                 | Sample City                                                                                                 | IMP Production       | Sample Not For Sale/601 686 (Promo) | Allemagne   |
| 1985  | King Of Dancin' (Extended Club-Mix)                                              | I See You                                                                                                   | Hansa Records        | 601 690-213                         | Allemagne   |
| 1985  | Young, Free And Single                                                           | Blue Beach                                                                                                  | Hansa Records        | 601 839-213                         | Allemagne   |
| 1986  | Daddy Cool (Anniversary Recording '86)                                           | B.M.A.G.O.                                                                                                  | Hansa Records        | 607 994-213                         | Allemagne   |
| 1986  | Bang Bang Lulu                                                                   | B1: Calendar Song B2: Chica Da Silva                                                                        | Hansa Records        | 608 395-213                         | Allemagne   |
| 1986  | Happy Song                                                                       | Young, Free And Single                                                                                      | Ariola               | 608 750 (Picture Disc)              | Allemagne   |
| 1986  | Young, Free And Single                                                           | Chica Da Silva                                                                                              | Carrère Records      | CART 384                            | Royaume-Uni |
| 1986  | Bang Bang Lulu                                                                   | Young, Free And Single                                                                                      | Carrère Records      | CART 395                            | Royaume-Uni |
| 1987  | Young, Free And Single                                                           | Blue Beach                                                                                                  | Hansa Records        | 608 806                             | France      |
| 1988  | Rivers Of Babylon                                                                | B1: Mary's Boy Child - Oh My Lord B2: Rivers Of Babylon                                                     | Hansa Records        | 611 825-213                         | Allemagne   |
| 1988  | Megamix                                                                          | B1: Rivers Of Babylon B2: Mary's Boy Child                                                                  | Hansa Records/Ariola | 611 947                             | Royaume-Uni |
| 1988  | Megamix                                                                          | B1: Rasputin B2: Megamix                                                                                    | Hansa Records        | 611 973-213                         | Allemagne   |
| 1988  | A1: Megamix A2: Mary's Boy Child - Oh My Lord                                    | Megamix (Long Version)                                                                                      | BMG/Ariola           | 611 977                             | Espagne     |
| 1988  | Rasputin (Remix)                                                                 | Megamix | BMG/Ariola           | 612 096                             | Royaume-Uni |
| 1989  | The Summer Mega Mix                                                              | B1: The Calendar Song B2: The Summer Mega Mix                                                               | Hansa Records        | 612 466-213                         | Allemagne   |
| 1989  | The Summer Mégamix                                                               | B1: The Calendar Song B2: The Summer Mégamix                                                                | Hansa Records        | 612 487                             | France      |
| 1989  | The Summer Mega Mix (Extended Version)                                           | B1: The Summer Mega Mix (Radio Version) B2: The Calendar Song                                               | Ariola               | 612 497                             | Royaume-Uni |
| 1989  | Malaika                                                                          | B1: Baby Do You Wanna Bump B2: Happy Song B3: Malaika                                                       | BMG/Hansa Records    | 612 809-213                         | Allemagne   |
| 1989  | Everybody Wants To Dance Like Josephine Baker (12" Mix)                          | B1: Custer Jammin' B2: Everybody Wants To Dance Like Josephine Baker (7" Mix)                               | Imperative           | 12 TIV0002                          | Royaume-Uni |
| 1990  | Stories                                                                          | B1: Stories B2: Rumours                                                                                     | Hansa Records        | 612 997-213                         | Allemagne   |
| 1990  | Everybody Wants To Dance Like Josephine Baker (12" Mix)                          | B1: Custer Jammin' B2: Everybody Wants To Dance Like Josephine Baker (7" Mix)                               | Carrère              | 9088                                | France      |
| 1990  | Stories                                                                          | B1: Stories B2: Rumours                                                                                     | Ariola               | 612 997                             | Royaume-Uni |
| 1992  | A1: Mary's Boy Child/Oh My Lord (Radio Version) A2: Zion's Daughter              | B1: When A Child Is Born B2: Mary's Boy Child/Oh My Lord (Long Version)                                     | BMG/Ariola           | 74321 11932 1                       | Espagne     |
| 1992  | Mega Mix (Extended Version)                                                      | B1: Mary's Boy Child / Oh My Lord B2: Boney M. Mega Mix (7" Version)                                        | BMG/Arista           | 74321 12512 1                       | Royaume-Uni |
| 1992  | A1: Mega Mix A2: Babysitter                                                      | B1: Mega Mix B2: Bang Bang Lulu                                                                             | BMG/MCI              | 74321 12606 1                       | Allemagne   |
| 1993  | A1: Brown Girl In The Ring (Funny Girl Club Mix) A2: Calendar Song               | B1: Brown Girl In The Ring (Club Mix Rap Version) B2: Brown Girl In The Ring (Radio Version)                | BMG/MCI              | 74321 13705 1                       | Allemagne   |
| 1993  | A1: Brown Girl In The Ring (Funny Girl Club Mix) A2: Calendar Song               | B1: Brown Girl In The Ring (Club Mix Rap Version) B2: Brown Girl In The Ring (Radio Version)                | BMG/MCI              | 74321 13705 1                       | Royaume-Uni |
| 1993  | A1: Brown Girl In The Ring (Funny Girl Club Mix) A2: Calendar Song               | B1: Brown Girl In The Ring (Club Mix Rap Version) B2: Brown Girl In The Ring (Radio Version)                | BMG/MCI              | 74321 13960 1                       | Allemagne   |
| 1993  | Ma Baker (Remix '93) A1: Ma Baker (Bonnie & Clyde Mix) A2: The Most Wanted Woman | B1: Borsalino (Trance Mix) B2: Ma Baker (Radio Edit)                                                        | BMG/MCI              | 74321 15940 1                       | Allemagne   |
| 1994  | A1: Papa Chico (Club Mix) A2: Papa Chico (Radio Version)                         | B1: Papa Chico (Rap Version) B2: Time To Remember                                                           | BMG/MCI              | 74321 20364 1                       | Allemagne   |
| 1996  | Mega Mix (Long Version)                                                          | Mega Mix (Radio Version)                                                                                    | BMG/Ariola           | 74321 39355 1                       | Espagne     |
| 1998  | Ma Baker (Extended Vocal Edit)                                                   | Ma Baker (Disco Dub Edit)                                                                                   | BMG                  | 74321 63942 1                       | Allemagne   |
| 1999  | Maxi 1 A: Ma Baker (Extended Vocal Edit) B: Ma Baker (Disco Dub Edit)            | Maxi 2 A: Ma Baker (Massive Mix / Screamless Mix) B: Ma Baker (Full Vocal Edit /House Mix)                  | BMG                  | 74321 64561 1                       | Allemagne   |
| 1999  | Ma Baker (Club Mix)                                                              | B1: Ma Baker (Beatroute Star-Bar Mix) B2: Ma Baker (Cosmic People Mix)                                      | BMG                  | 74321 65387 1                       | Royaume-Uni |
| 1999  | A1: Daddy Cool'99 (Radio Edit) A2: Daddy Cool'99 (Extended Vocal Club Mix)       | B1: Daddy Cool'99 (Latino Club Mix) B2: Daddy Cool'99 (Solid Disco Edit) B3: Daddy Cool (Original Mix 1976) | BMG                  | 74321 69571 1                       | France      |
| 1999  | Sunny (Club Mix) / Sunny                                                         | Sunny (Version Originale)                                                                                   | BMG                  | 74321 73179 1                       | France      |
| 2006  | Sunny (Sexy Disco Club Mix)                                                      | Sunny (Extended Radio Mix)                                                                                  | Sony/BMG             | 88697 03929 1 (Promo)               | Allemagne   |

### Cassettes 2 Titres
| Année | Titre                    | Label             | Référence     | Pays        |
| ----- | ------------------------ | ----------------- | ------------- | ----------- |
| 1992  | Mega Mix                 | BMG/Arista        | 74321 12512 4 | Royaume-Uni |
| 1993  | Brown Girl In The Ring   | BMG/MCI           | 74321 13705 4 | Royaume-Uni |
| 1999  | Ma Baker/Somebody Scream | BMG/Logic Records | 74321 65387 4 | Royaume-Uni |

### CD Single
| Année | Titre                                                   | Label         | Référence             | Pays      |
| ----- | ------------------------------------------------------- | ------------- | --------------------- | --------- |
| 1989  | The Summer Mega Mix                                     | Hansa Records | 162 466-203 (Mini CD) | Allemagne |
| 1989  | Everybody Wants To Dance Like Josephine Baker           | PWL Records   | PWCS 004              | Pays-Bas  |
| 1999  | Ma Baker                                                | BMG           | 74321 65138 2         | Allemagne |
| 1999  | Ma Baker '99                                            | BMG           | 74321 66284 2         | France    |
| 1999  | Daddy Cool (Feat. Mobi T.)                              | BMG           | 74321 69178 2         | Allemagne |
| 1999  | Daddy Cool (Remix 99)                                   | BMG           | 74321 69571 2         | France    |
| 1999  | Daddy Cool '99                                          | BMG           | 74321 70475 2         | France    |
| 1999  | Hooray! Hooray! (Caribbean Night Fever)                 | BMG           | 74321 71168 2         | Allemagne |
| 1999  | Sunny (Le Remix)                                        | BMG           | 74321 73179 2         | France    |
| 2000  | Sunny                                                   | BMG           | 74321 73846 2         | Allemagne |
| 2000  | Rivers Of Babylon 2000 (Remixed By Regi (Milk Inc.)     | BMG           | 74321 81265 2         | Belgique  |
| 2000  | Rivers Of Babylon - Boney M. Feat Regi (Milk Inc.)      | BMG           | 74321 81308 2         | Pays-Bas  |
| 2000  | 1. Mary's Boy Child/2. Feliz Navidad/3. White Christmas | BMG           | Promotion Only        | Danemark  |

### CD Maxi Single
| Année | Titre                                                   | Label             | Référence                     | Pays        |
| ----- | ------------------------------------------------------- | ----------------- | ----------------------------- | ----------- |
| 1988  | Remix '88                                               | Hansa Records     | 661 825-211                   | Allemagne   |
| 1989  | Megamix                                                 | Hansa Records     | 661 973-211                   | Allemagne   |
| 1989  | The Summer Mega Mix                                     | Hansa Records     | 662 466-211                   | Allemagne   |
| 1989  | The Summer Mégamix                                      | Hansa Records     | 662 487                       | France      |
| 1989  | Malaika (Lambada Remix)                                 | Hansa Records     | 662 809-211                   | Allemagne   |
| 1990  | Stories                                                 | Hansa Records     | 662 997-211                   | Allemagne   |
| 1990  | Stories                                                 | Ariola            | 662 997                       | Royaume-Uni |
| 1992  | Christmas Mega Mix                                      | BMG/Hansa Records | 74321 11932 2                 | Allemagne   |
| 1992  | Christmas Mega Mix                                      | BMG/Hansa Records | 74321 12340 2 (Promo)         | Allemagne   |
| 1992  | Mega Mix                                                | BMG/Arista        | 74321 12512 2                 | Royaume-Uni |
| 1992  | Mega Mix                                                | BMG/MCI           | 74321 12606 2                 | Allemagne   |
| 1993  | Brown Girl In The Ring                                  | BMG/MCI           | 74321 13704 2 (Promo)         | Allemagne   |
| 1993  | Brown Girl In The Ring                                  | BMG/MCI           | 74321 13705 2                 | Allemagne   |
| 1993  | Brown Girl In The Ring                                  | BMG/Arista        | 74321 13705 2                 | Royaume-Uni |
| 1993  | Ma Baker (Remix '93)                                    | BMG/MCI           | 74321 15940 2                 | Allemagne   |
| 1994  | Papa Chico                                              | BMG/MCI           | 74321 20364 2                 | Allemagne   |
| 1999  | Ma Baker (Boney M. Vs Sash!)                            | BMG               | 74321 63942 2                 | Allemagne   |
| 1999  | Ma Baker                                                | BMG               | 74321 64561 2                 | Allemagne   |
| 1999  | Ma Baker (Double Pack 2CD)                              | BMG               | 74321 64917 2 (Promo)         | Allemagne   |
| 1999  | Ma Baker (Boney M. Vs Horny United)                     | BMG               | 74321 65387 2                 | Royaume-Uni |
| 1999  | Daddy Cool '99 (Boney M. 2000 Feat. Mobi T.)            | BMG/MCI           | 74321 69177 2                 | Allemagne   |
| 1999  | Hooray! Hooray! (Caribbean Night Fever) (Boney M. 2000) | BMG/MCI           | 74321 71064 2                 | Allemagne   |
| 1999  | Hooray! Hooray! It's a Holi-Holiday (Boney M. 2000)     | BMG/MCI           | 74321 71114 2 (Radio - Promo) | Allemagne   |
| 2000  | Sunny (Boney M. 2000)                                   | BMG/MCI           | 74321 73824 2                 | Allemagne   |
| 2001  | Daddy Cool 2001                                         | BMG               | 74321 91351 2                 | Royaume-Uni |
| 2006  | Sunny (Mousse T.)                                       | Sony BMG          | 88697 02941 2                 | Allemagne   |
| 2009  | Felicidad America (Obama-Obama)                         | Sony Music        | 88697 45989 2                 | Allemagne   |

## Compilations

### 33 Tours
| Année | Titre                                                | Label          | Référence                         | Pays        |
| ----- | ---------------------------------------------------- | -------------- | --------------------------------- | ----------- |
| 1980  | The Magic Of Boney M.                                | Hansa Records  | 201 666-502                       | Allemagne   |
| 1980  | The Magic Of Boney M.                                | Hansa Records  | 202 505-320                       | Allemagne   |
| 1980  | The Magic Of Boney M. (20 Golden Hits)               | Carrère        | 67490                             | France      |
| 1980  | The Magic Of Boney M.                                | WEA/Atlantic   | BMTV 1                            | Royaume-Uni |
| 1980  | Greatest Hits Of Boney M.                            | Hansa Records  | 30 943 5 (Club Edition)           | Allemagne   |
| 1981  | Children Of Paradise (The Greatest Hits Of Boney M.) | Hansa Records  | 32 748 6 (Club Edition)           | Allemagne   |
| 1982  | Collection 13+3 (14 Chansons / 14 Succès)            | Carrère        | 63052                             | France      |
| 1984  | Kalimba De Luna (16 Happy Songs With Boney M.)       | Hansa Records  | 206 745-620                       | Allemagne   |
| 1984  | Kalimba de Luna (With Boney M. 16 Happy Songs)       | Carrère        | 66231                             | France      |
| 1986  | The Best Of 10 Years                                 | Hansa Records  | 207 500-501                       | Allemagne   |
| 1986  | The Best Of 10 Years                                 | Hansa Records  | 43 635 2 (Club Edition)           | Allemagne   |
| 1986  | The Best Of 10 Years                                 | Stylus Records | SMR 621                           | Royaume-Uni |
| 1986  | Die 20 Schönsten Weihnachtslieder Der Welt           | Hansa Records  | 208 018-501                       | Allemagne   |
| 1986  | The 20 Greatest Christmas Songs                      | Hansa Records  | 208 116-320                       | Allemagne   |
| 1986  | Super Look Compilation                               | Carrère        | 61022                             | France      |
| 1988  | Greatest Hits Of All Times Remix'88                  | Hansa Records  | 209 426-630                       | Allemagne   |
| 1988  | Greatest Hits Of All Times Remix'88                  | Hansa Records  | 36 337-4 (Sonderauflage Sonocord) | Allemagne   |
| 1988  | Greatest Hits Of All Times Remix                     | Ariola Records | 209 476-630                       | Allemagne   |
| 1989  | Greatest Hits Of All Times Remix'89 - Volume II      | Hansa Records  | 210 330-630                       | Allemagne   |
| 1989  | Greatest Hits Of All Times Remix'89 - Volume II      | Hansa Records  | 36 441 4 (Sonderauflage Sonocord) | Allemagne   |
| 1989  | The Best Of 10 Years                                 | BMG/Hansa      | 207 500-270                       | Allemagne   |
| 1989  | Die 20 Schönsten Weihnachtslieder Der Welt           | BMG/Hansa      | 208 018-270                       | Allemagne   |
| 1989  | Die 20 Schönsten Weihnachtslieder Der Welt           | BMG/Hansa      | 208 018-630                       | Allemagne   |
| 1991  | The Magic Of Boney M.                                | BMG/Hansa      | 202 505-270 (1ere Édition)        | Allemagne   |
| 1991  | The Magic Of Boney M.                                | BMG/Hansa      | 202 505-270 (2ème Édition)        | Allemagne   |
| 1992  | Gold 20 Super Hits                                   | BMG/MCI        | 74321 12577 1                     | Allemagne   |
| 1992  | The Greatest Hits                                    | TELSTAR        | STAR 2656                         | Royaume-Uni |
| 1992  | The Most Beautiful Christmas Songs Of The World      | BMG/RCA        | SPLP 1122                         | Australie   |
| 1992  | The Most Beautiful Christmas Songs Of The World      | BMG/Ariola     | 74321 11933 1                     | Espagne     |
| 1993  | More Gold (2LP)                                      | BMG/Ariola     | 74321 16197 1                     | Espagne     |
| 2021  | Boney M. & Friends - Their Ultimate Collection       | Sony Music     | 19439714661                       | Pays-Bas    |
| 2022  | The Magic Of Boney M.                                | Sony Music     | 19439934431                       | Allemagne   |

### Cassettes Audio
| Année | Titre                                           | Label              | Référence                         | Pays        |
| ----- | ----------------------------------------------- | ------------------ | --------------------------------- | ----------- |
| 1980  | The Magic Of Boney M. (20 Golden Hits)          | Hansa Records      | 401 666-507                       | Allemagne   |
| 1980  | The Magic Of Boney M. (20 Golden Hits)          | Hansa Records      | 402 505-352                       | Allemagne   |
| 1980  | The Magic Of Boney M. (20 Golden Hits)          | Hansa Records      | 402 505-270                       | Allemagne   |
| 1980  | The Magic Of Boney M. (20 Golden Hits)          | Carrère            | 70490                             | France      |
| 1980  | The Magic of Boney M.                           | WEA/Atlantic       | BMTV 41                           | Royaume-Uni |
| 1980  | Greatest Hits Of Boney M.                       | Hansa Records      | 39 846 1 (Club Edition)           | Allemagne   |
| 1980  | Children Of Paradise                            | Hansa Records      | 35 904 2 (Club Edition)           | Allemagne   |
| 1982  | Serie 13+3 (14 Chansons / 14 Succès)            | Carrère            | 73052                             | France      |
| 1984  | Kalimba De Luna                                 | Hansa Records      | 406 745-652                       | Allemagne   |
| 1984  | Kalimba de Luna (With Boney M. 16 Happy Songs)  | Carrère            | 76231                             | France      |
| 1986  | The Best Of 10 Years                            | Hansa Records      | 407 500-501                       | Allemagne   |
| 1986  | The Best Of 10 Years                            | Hansa Records      | 45 942 0 (Club Edition)           | Allemagne   |
| 1986  | The Best Of 10 Years                            | Hansa Records      | 407 500-270                       | Allemagne   |
| 1986  | The Best Of 10 Years                            | Stylus Records     | SMC 621                           | Royaume-Uni |
| 1986  | Die 20 Schönsten Weihnachtslieder Der Welt      | Hansa Records      | 408 018-501                       | Allemagne   |
| 1986  | Die 20 Schönsten Weihnachtslieder Der Welt      | Hansa Records      | 408 018-270                       | Allemagne   |
| 1986  | Die 20 Schönsten Weihnachtslieder Der Welt      | Hansa Records      | 408 018-000                       | Allemagne   |
| 1986  | The 20 Greatest Christmas Songs                 | BMG/Ariola         | 408-018                           | Canada      |
| 1986  | The 20 Greatest Christmas Songs                 | Hansa Records      | 408 116-352                       | Allemagne   |
| 1986  | Star Festival                                   | Ariola Express     | 497 033-215                       | Allemagne   |
| 1987  | Never Ending Hits                               | Ariola Express     | 497 161-215                       | Allemagne   |
| 1988  | Greatest Hits Of All Times Remix'88             | Hansa Records      | 409 426-630                       | Allemagne   |
| 1988  | Greatest Hits Of All Times Remix'88             | Hansa Records      | 59 054-7 (Sonderauflage Sonocord) | Allemagne   |
| 1988  | Greatest Hits Of All Times Remix                | Ariola             | 409 476-630                       | Allemagne   |
| 1989  | Greatest Hits Of All Times Remix'89 - Vol. II   | Hansa Records      | 410 330-630                       | Allemagne   |
| 1989  | Greatest Hits Of All Times Remix'89 - Vol. II   | Hansa Records      | 59 220-4 (Sonderauflage Sonocord) | Allemagne   |
| 1989  | Ma Baker                                        | Ariola Express     | 495.660                           | Benelux     |
| 1990  | K7 Plus                                         | BMG/Ariola         | 410 791                           | France      |
| 1991  | The Collection                                  | BMG                | 411 670-270                       | Allemagne   |
| 1991  | Star Collection                                 | Ariola Express     | 490 799-215                       | Allemagne   |
| 1991  | Happy Christmas                                 | Ariola Express     | 495 603-215                       | Allemagne   |
| 1991  | Golden stars                                    | Hansa Records      | 48 573 0 (Club Edition)           | Allemagne   |
| 1992  | The Most Beautiful Christmas Songs Of The World | Hansa Records      | 74321 11933 4                     | Allemagne   |
| 1992  | The Most Beautiful Christmas Songs Of The World | BMG/RCA            | SPCK 1122                         | Australie   |
| 1992  | The Most Beautiful Christmas Songs Of The World | BMG/Ariola         | 74321 11933 4                     | Espagne     |
| 1992  | Gold 20 Super Hits                              | BMG/MCI            | 74321 12577 4                     | Allemagne   |
| 1992  | Gold 20 Super Hits                              | BMG/MCI            | 74 358 3 (Club Edition)           | Allemagne   |
| 1992  | Gold 20 Super Hits                              | BMG/MCI            | 74321 12605 4                     | Pays-Bas    |
| 1992  | Gold 20 Super Hits                              | BMG/MCI            | 74321 12605 4                     | Espagne     |
| 1992  | Gold 20 Super Hits                              | BMG/Ariola         | 74321 15336 4                     | Canada      |
| 1993  | The Greatest Hits                               | TELSTAR            | STAC 2656                         | Royaume-Uni |
| 1993  | More Gold                                       | BMG/MCI            | 74321 16197 4                     | Allemagne   |
| 1993  | More Gold                                       | BMG/MCI            | 45 001 5 (Club Edition)           | Allemagne   |
| 1993  | More Gold                                       | BMG/Ariola         | 74321 16197 4                     | Espagne     |
| 1994  | Daddy Cool                                      | Ariola Express     | 74321 18642 4                     | Allemagne   |
| 1994  | Cristal Collection                              | BMG/Ariola         | 74321 24567 4                     | France      |
| 1995  | Sunny                                           | Ariola Express     | 74321 24931 4                     | Allemagne   |
| 1995  | Gold 20 Super Hits                              | BMG/MCI            | 74321 25674 4                     | France      |
| 1996  | Best In Spain (2MC)                             | BMG/Ariola         | 74321 38082 4                     | Espagne     |
| 1997  | The Best Of                                     | BMG/Camden         | 74321 47681 4                     | Royaume-Uni |
| 1997  | Hooray! Hooray! It's Boney M. (Box 3MC)         | Reader's Digest    | BON7066                           | Allemagne   |
| 1998  | Christmas Party                                 | BMG/Camden         | 74321 60788 4                     | Royaume-Uni |
| 1999  | Ultimate                                        | BMG/Hansa          | 74321 68338 4                     | France      |
| 1999  | 20th Century Hits                               | BMG/MCI            | 74321 70052 4                     | Allemagne   |
| 1999  | 20th Century Hits                               | BMG/MCI            | 74321 73387 4                     | Singapour   |
| 2000  | Daddy Cool                                      | BMG/Ariola Express | 74321 73836 4                     | Allemagne   |
| 2000  | Their Most Beautiful Ballads                    | BMG/MCI            | 74321 80341 4                     | Italie      |
| 2001  | L'essentiel                                     | BMG/Ariola         | 74321 84490 4                     | France      |

### CD
| Année | Titre                                                                 | Label                      | Référence                         | Pays             |
| ----- | --------------------------------------------------------------------- | -------------------------- | --------------------------------- | ---------------- |
| 1984  | Fantastic Boney M.                                                    | Hansa Records              | 610 214-222                       | Allemagne        |
| 1984  | Kalimba De Luna (16 Happy Songs With Boney M.)                        | Hansa Records              | 610 295-222                       | Allemagne        |
| 1984  | Kalimba De Luna (With Boney M. 16 Happy Songs)                        | Carrère                    | 96231                             | France           |
| 1986  | The Best Of 10 Years                                                  | Hansa Records              | 610 550-222                       | Allemagne        |
| 1986  | The Best Of 10 Years                                                  | Stylus Records             | SMD 621                           | Royaume-Uni      |
| 1986  | Die 20 Schönsten Weihnachtslieder Der Welt                            | Hansa Records              | 258 018-225                       | Allemagne        |
| 1986  | Die 20 Schönsten Weihnachtslieder Der Welt                            | Hansa Records              | 258 018-217                       | Allemagne        |
| 1986  | The 20 Greatest Christmas Songs                                       | BMG/Ariola                 | 258-018                           | Canada           |
| 1986  | The 20 Greatest Christmas Songs                                       | BMG/Hansa Records          | 258 116-217                       | Allemagne        |
| 1986  | The 20 Greatest Christmas Songs                                       | Hansa Records              | 258 116-222                       | Allemagne        |
| 1988  | Greatest Hits Of All Times Remix'88                                   | Hansa Records              | 259 426-222                       | Allemagne        |
| 1988  | Greatest Hits Of All Times Remix'88                                   | Hansa Records              | 62 175-5 (Club Edition)           | Allemagne        |
| 1988  | Greatest Hits Of All Times Remix                                      | Ariola                     | 259 476-222                       | Allemagne        |
| 1989  | Greatest Hits Of All Times Remix'89 - Volume II                       | Hansa Records              | 260 330-222                       | Allemagne        |
| 1989  | Greatest Hits Of All Times Remix'89 - Volume II                       | Hansa Records              | 39 913-9 (Sonderauflage Sonocord) | Allemagne        |
| 1989  | Ma Baker                                                              | Ariola Express             | 295.660                           | Benelux          |
| 1989  | The Best Of 10 Years                                                  | BMG/Hansa Records          | 610 550-217                       | Allemagne        |
| 1990  | The Magic Of Boney M.                                                 | BMG/Hansa Records          | 252 505-217 (1ère édition)        | Allemagne        |
| 1991  | The Magic Of Boney M.                                                 | BMG/Hansa Records          | 252 505-217 (2ème édition)        | Allemagne        |
| 1991  | The Collection                                                        | BMG/Hansa Records          | 261 670-217                       | Allemagne        |
| 1991  | Star Collection                                                       | BMG/Ariola Express         | 290 799-200                       | Allemagne        |
| 1991  | Rivers Of Babylon                                                     | BMG U.K./Ariola Express    | 290 799                           | Royaume-Uni      |
| 1991  | Happy Christmas                                                       | BMG/Ariola Express         | 295 603-200                       | Allemagne        |
| 1991  | Golden Stars                                                          | Hansa Records              | 68 753 3 (Club Edition)           | Allemagne        |
| 1992  | The Most Beautiful Christmas Songs Of The World                       | BMG/Hansa Records          | 74321 11933 2                     | Allemagne        |
| 1992  | The Most Beautiful Christmas Songs Of The World                       | BMG/RCA                    | SPCD 1122                         | Australie        |
| 1992  | Gold 20 Super Hits                                                    | BMG/MCI                    | 74321 12577 2                     | Allemagne        |
| 1992  | Gold 20 Super Hits                                                    | BMG/MCI                    | 79 225 9 (Club Edition)           | Allemagne        |
| 1992  | Gold 20 Super Hits                                                    | BMG/MCI                    | 74321 12605 2                     | Pays-Bas         |
| 1992  | Gold 20 Super Hits                                                    | BMG/MCI                    | 74321 12605 2                     | Espagne          |
| 1992  | The Greatest Hits                                                     | TELSTAR                    | TCD 2656                          | Royaume-Uni      |
| 1993  | Gold 20 Super Hits                                                    | BMG                        | 74321 15336 2                     | Canada           |
| 1993  | More Gold 20 Super Hits Vol. II                                       | BMG/MCI                    | 74321 16197 2                     | Allemagne        |
| 1993  | More Gold 20 Super Hits Vol. II                                       | BMG/MCI                    | 35 003 3 (Club Edition)           | Allemagne        |
| 1993  | More Gold 20 Super Hits Vol. II                                       | BMG/Ariola                 | 74321 16197 2                     | Espagne          |
| 1994  | Daddy Cool                                                            | BMG/Ariola Express         | 74321 18642 2                     | Allemagne        |
| 1994  | Best Selection                                                        | BMG/Hansa                  | BVCP-2612 (74321 20601 2)         | Japon            |
| 1994  | Kalimba De Luna (16 Happy Songs With Boney M.)                        | BMG/MCI                    | 74321 21265 2                     | Allemagne        |
| 1994  | Cristal Collection                                                    | BMG/Ariola                 | 74321 24567 2                     | France           |
| 1995  | Sunny                                                                 | BMG/Ariola Express         | 74321 24931 2                     | Allemagne        |
| 1995  | Gold 20 Super Hits                                                    | BMG/MCI                    | 74321 25674 2                     | France           |
| 1995  | Back 2 Back                                                           | BMG                        | 74321 26042 2                     | Allemagne        |
| 1996  | Hit Collection (3CD Box)                                              | BMG/Ariola Express         | 74321 31562 2                     | Allemagne        |
| 1996  | Die Grossen Erfolge                                                   | BMG/Ariola                 | 74321 37717 2                     | Allemagne        |
| 1996  | Best In Spain                                                         | BMG/Ariola                 | 74321 38082 2                     | Espagne          |
| 1996  | Double Gold (2CD)                                                     | Ariola/BMG                 | CDARI(WD)1281                     | Afrique Du Sud   |
| 1996  | The Children Of Paradise (2CD)                                        | BMG/Ariola                 | 74321 44098 2                     | Allemagne        |
| 1997  | CD Collection                                                         | BMG/Hansa                  | 74321 46093 2                     | France           |
| 1997  | The Best Of                                                           | BMG                        | 74321 47681 2                     | Royaume-Uni      |
| 1997  | Golden Stars                                                          | SR International           | 36 053 7 (Club Exklusiv)          | Allemagne        |
| 1997  | Hooray! Hooray! It’s Boney M.                                         | Reader's Digest            | BON7067                           | Allemagne        |
| 1997  | Golden Ballads (16 Super Hits)                                        | BMG                        | 74321 50297 2                     | Allemagne        |
| 1998  | A Wonderful Christmas Time                                            | BMG                        | 74321 51533 2                     | Allemagne        |
| 1998  | I Grandi Successi                                                     | BMG/RCA                    | 74321 55801 2                     | Italie           |
| 1998  | Collection Best-Sellers (The Best Of 10 Years)                        | BMG                        | 74321 56186 2                     | France           |
| 1998  | Golden Stars Vol.2                                                    | SR International           | 34 135 4 (Club Exklusiv)          | Allemagne        |
| 1998  | Boney M.                                                              | BMG/Hansa                  | 74321 59053 2                     | France           |
| 1998  | Boney M. (2CD Box)                                                    | BMG/Ariola Express         | 74321 60343 2                     | Allemagne        |
| 1998  | Christmas Party                                                       | BMG                        | 74321 60788 2                     | Royaume-Uni      |
| 1998  | Norske Hits                                                           | BMG                        | 74321 62262 2                     | Norvège          |
| 1998  | Best Selection                                                        | BMG                        | BVCM-37031                        | Japon            |
| 1999  | Ultimate                                                              | BMG/Hansa                  | 74321 68338 2                     | France           |
| 1999  | 20th Century Hits                                                     | BMG/MCI                    | 74321 70052 2                     | Allemagne        |
| 1999  | 20th Century Hits                                                     | BMG/MCI                    | 64 507 7 (Club Edition)           | Allemagne        |
| 1999  | 20th Century Hits                                                     | BMG/MCI                    | 74321 73387 2                     | Singapour        |
| 2000  | Daddy Cool                                                            | BMG/Ariola Express         | 74321 73836 2                     | Allemagne        |
| 2000  | Boney M. (2CD)                                                        | BMG/Ariola Express         | 74321 76791 2                     | Allemagne        |
| 2000  | 25 Jaar Na 'Daddy Cool' (2CD)                                         | BMG                        | 74321 77782 2                     | Pays-Bas         |
| 2000  | 2 Albums (20th Century Hits/Ultimate)                                 | BMG                        | 74321 77990 2                     | France           |
| 2000  | The Ultimate Collection (2CD)                                         | BMG                        | 74321 79658 2                     | Belgique         |
| 2000  | Their Most Beautiful Ballads                                          | BMG/MCI                    | 74321 80341 2                     | Allemagne        |
| 2000  | Their Most Beautiful Ballads                                          | BMG/MCI                    | 66 433 4 (Club Edition)           | Allemagne        |
| 2000  | The Complete Collection (2CD)                                         | BMG/MCI                    | 74321 81195 2                     | Danemark         |
| 2000  | More & More 20 Super Hits Vol. III                                    | BMG/MCI                    | 74321 20067 3                     | Allemagne        |
| 2001  | Sunny                                                                 | BMG/Ariola Express         | 74321 24931 2                     | Allemagne        |
| 2001  | L'essentiel                                                           | BMG/Ariola                 | 74321 84490 2                     | France           |
| 2001  | The Greatest Hits                                                     | BMG                        | 74321 89614 2                     | Royaume-Uni      |
| 2001  | Australia's Greatest Hits                                             | BMG                        | 74321 89614 2                     | Australie        |
| 2001  | All The Hits                                                          | Paradiso/BMG               | PA 757-2                          | Belgique         |
| 2001  | The Best Of Original Hits                                             | Paradiso/BMG               | PA 757-2                          | Belgique         |
| 2001  | Greatest Hits (2CD)                                                   | Paradiso/BMG               | PA 2588-6                         | Belgique         |
| 2001  | 20th Century Hits                                                     | BMG                        | BVCM-31070                        | Japon            |
| 2002  | The Best Of                                                           | BMG                        | 74321 47681 2                     | Royaume-Uni      |
| 2002  | Les Essentiels                                                        | BMG/Hansa                  | 74321 92773 2                     | France           |
| 2003  | Christmas Party                                                       | BMG                        | 82876 55399 2                     | Royaume-Uni      |
| 2003  | Grand Collection                                                      |                            | GCR 091                           | Ukraine          |
| 2006  | The Magic Of Boney M.                                                 | Sony BMG/MCI               | 82876 89304 2                     | Allemagne        |
| 2006  | The Magic Of Boney M. (2CD)                                           | Sony BMG/MCI               | 88697 02966 2                     | Allemagne        |
| 2006  | The Magic Of Boney M.                                                 | Sony BMG/MCI               | 88697 03262 2                     | Allemagne        |
| 2006  | The Magic Of Boney M. (Digipak)                                       | Sony BMG/MCI               | 88697 03290 2                     | Allemagne        |
| 2006  | The Magic Of Boney M.                                                 | Sony BMG/MCI               | 88697 03477 2                     | Royaume-Uni      |
| 2007  | Hit Collection                                                        | Sony BMG                   | 88697 08966 2                     | Allemagne        |
| 2007  | Kalimba De Luna                                                       | Sony BMG/MCI               | 88697 09483 2                     | Allemagne        |
| 2007  | Christmas With Boney M.                                               | Sony BMG/MCI               | 88697 14032 2                     | Allemagne        |
| 2007  | Christmas With Boney M. (Digipak)                                     | Sony BMG/MCI               | 88697 14034 2                     | Allemagne        |
| 2007  | Best Of The Best Gold (The Magic Of Boney M.)                         | Sony BMG/MCI               | 88697 16081 2                     | Allemagne        |
| 2008  | The Collection (3CD Box)                                              | Sony BMG/MCI               | 88697 27212 2                     | Allemagne        |
| 2008  | Hooray! Hooray! It's Boney M. (3CD Box)                               | Sony BMG (Reader's Digest) | BON 070670 / 88697 27768 2        | Allemagne        |
| 2008  | Rivers Of Babylon (A Best Of Collection)                              | Sony BMG/MCI               | 88697 27773 2                     | Allemagne        |
| 2008  | Les Rois Du Disco (Boney M. & Village People)                         | Sony BMG/SCORPIO MUSIC     | 88697 29467 2                     | France           |
| 2008  | Gold                                                                  | Sony BMG                   | 88697 29537 2                     | Pays-Bas         |
| 2008  | Christmas Time                                                        | Sony BMG/MCI               | 88697 30173 2                     | Allemagne        |
| 2008  | Rivers Of Babylon: Presenting... Boney M.                             | Sony BMG/MCI               | 88697 30333 2                     | Royaume-Uni      |
| 2008  | Best Of Boney M. - Collections                                        | Sony BMG                   | 88697 30609 2                     | Canada           |
| 2008  | Ultimate Boney M. - Long Versions And Rarities Volume 1               | Sony BMG                   | 88697 34910 2                     | Allemagne        |
| 2008  | The Best 12" Versions                                                 | Sony BMG                   | 88697 38475 2                     | Allemagne        |
| 2008  | 2 In 1 (Sunny/The Best 12" Versions)                                  | Sony BMG                   | 88697 38480 2                     | Allemagne        |
| 2008  | The Complete Boney M. (8CD/1DVD-Box Set)                              | Sony BMG                   | 88697 38727 2                     | Allemagne        |
| 2008  | The Danish Collection (2CD)                                           | Sony BMG                   | 88697 39101 2                     | Danemark         |
| 2008  | In The Mix                                                            | Sony BMG                   | 88697 39671 2                     | Allemagne        |
| 2008  | Greatest Hits (2CD Digipak)                                           | Sony BMG                   | 19t855-1/2                        | Russie           |
| 2009  | Ultimate Boney M. - Long Versions And Rarities Volume 2               | Sony Music                 | 88697 45498 2                     | Allemagne        |
| 2009  | Greatest Hits (Steel Box Collection)                                  | Sony Music                 | 88697 45973 2                     | Allemagne        |
| 2009  | Let It All Be Music - The Party Album (2CD)                           | Sony Music                 | 88697 52151 2                     | Allemagne        |
| 2009  | America - The Party Album                                             | Sony Music                 | 88697 54104 2                     | Allemagne        |
| 2009  | Gold - Greatest Hits (3CD)                                            | Sony Music                 | 88697 56219 2                     | Allemagne        |
| 2009  | Les Essentiels (Rivers Of Babylon: Presenting... Boney M.)            | Sony Music                 | 88697 57196 2                     | France           |
| 2009  | Ultimate Boney M. - Long Versions And Rarities Volume 3               | Sony Music                 | 88697 57462 2                     | Allemagne        |
| 2009  | Hits Intemporels                                                      | Sony Music                 | 88697 61335 2                     | Belgique         |
| 2009  | Rivers Of Babylon: Presenting... Boney M. (Card Sleeve)               | Sony Music                 | 88697 62142 2                     | France           |
| 2009  | Hooray! Hooray! It's Boney M. (3CD Box)                               | Sony BMG (Reader's Digest) | RDCD6741-3                        | Royaume-Uni      |
| 2009  | The Magic Of Boney M. (CD Blu-Spec)                                   | Sony Music                 | BVCP-20049                        | Japon            |
| 2010  | Die Party Box (3CD)                                                   | Sony Music                 | 88697 72018 2                     | Allemagne        |
| 2010  | Feliz Navidad (2CD Digipak)                                           | Sony Music                 | 88697 73525 2                     | Allemagne        |
| 2010  | Rivers Of Babylon - A Best Of Collection (Card Sleeve)                | Sony Music                 | 88697 74675 2                     | Allemagne        |
| 2010  | This Is Boney M. - The Greatest Hits (Digipak)                        | Sony Music                 | 88697 76588 2                     | Allemagne        |
| 2010  | Hit Story (4CD Box)                                                   | Sony Music                 | 88697 77431 2                     | Allemagne        |
| 2010  | Hit Mix                                                               | Sony Music                 | 88697 78215 2                     | Allemagne        |
| 2010  | The Magic Of Boney M. - Deluxe Edition (CD+DVD)                       | Sony Music                 | 88697 80535 2                     | Nouvelle-Zélande |
| 2010  | Feliz Navidad (2CD Jewel Case)                                        | Sony Music                 | 88697 81975 2                     | Allemagne        |
| 2011  | Platin Edition - The Hits Of Boney M.                                 | Sony Music                 | 88697 82351 2                     | Allemagne        |
| 2011  | Barbra Streisand - Boney M. Goes Club                                 | Sony Music                 | 88697 83312 2                     | Allemagne        |
| 2011  | Ultimate 2.0 (2CD)                                                    | Sony Music                 | 88697 84794 2                     | France           |
| 2011  | The Collection (3CD Metal Box)                                        | Sony Music                 | 88697 59096 2                     | Allemagne        |
| 2011  | Der Hit-Mix                                                           | Sony Music                 | 88697 86841 2                     | Allemagne        |
| 2011  | The Christ Mas Mix - All The Hits!                                    | Sony Music                 | 88697 90476 2                     | Allemagne        |
| 2012  | Best Of Disco                                                         | Sony Music                 | 88691 95091 2                     | Allemagne        |
| 2012  | The Collection (3CD)                                                  | Sony Music                 | 88691 95208 2                     | Allemagne        |
| 2012  | Best Of                                                               | Sony Music                 | 88697 99868 2                     | Allemagne        |
| 2012  | Rivers Of Babylon                                                     | Sony Music                 | 88725 44355 2                     | Allemagne        |
| 2012  | Krone-Edition Bestseller/The Best Of Boney M.                         | Sony Music                 | 88725 46233 2                     | Autriche         |
| 2012  | The Essential Boney M. (2CD)                                          | Sony Music                 | 88725 46436 2                     | Allemagne        |
| 2012  | The Magic Of Boney M.                                                 | Sony Music                 | 88725 46942 2                     | Allemagne        |
| 2012  | Classics                                                              | Sony Music                 | 88725 47601 2                     | Finlande         |
| 2013  | In Concert 1979 (Digipak)                                             | Immortal                   | 8 712177 061617                   | E.U.             |
| 2013  | 2 In 1: In The Mix/The Best 12" Versions (2 Original Album-Klassiker) | Sony Music                 | 88691 97057 2                     | Allemagne        |
| 2013  | All Time Best-Reclam Musik Edition                                    | Sony Music                 | 88765 45664 2                     | Allemagne        |
| 2013  | Rivers Of Babylon                                                     | Sony Music                 | 88883 71820 2                     | Pays-Bas         |
| 2013  | Music & Video Stars (CD+DVD)                                          | Sony Music                 | 88883 73231 2                     | Allemagne        |
| 2013  | Un'Ora Con                                                            | Sony Music/Columbia        | 88883 75315 2                     | Italie           |
| 2013  | Platinum Hits (2CD)                                                   | Music Club Deluxe          | 5 014797 671881                   | Royaume-Uni      |
| 2013  | Hits And Classics (3CD)                                               | Sony Music                 | 88843 00914 2                     | Italie           |
| 2014  | Die Grosse Hit-Kollektion (5CD Box)                                   | Sony Music                 | 88843 08373 2                     | Allemagne        |
| 2015  | Diamonds (3CD)                                                        | Sony Music                 | 88875 05999 2                     | Allemagne        |
| 2015  | Diamonds (Fanbox: 1 vinyl/1 T-shirt/1 DVD/Stickeralbum/3 CD)          | Sony Music                 | 88875 07651 2                     | Allemagne        |
| 2015  | Special Hit Edition/50 Hits (2CD)                                     | Sony Music                 | 88875 09885 2                     | Allemagne        |
| 2015  | The Platinum Edition (2CD)                                            | Sony Music                 | 88875 15544 2                     | Nouvelle-Zélande |
| 2016  | Najwieksze Przeboje                                                   | Sony Music                 | 88985 31521 2                     | Pologne          |
| 2016  | La Sélection (3CD)                                                    | Sony Music                 | 88985 35187 2                     | France           |
| 2017  | World Music For Christmas                                             | Sony Music                 | 88985 35751 2                     | Allemagne        |
| 2017  | Top 40 Boney M. & Friends/Their Ultimate Top 40 Collection (2CD)      | Sony Music                 | 88985 45708 2                     | Allemagne        |
| 2017  | Word Music For Christmas (2CD)                                        | Sony Music                 | 88985 47561 2                     | Allemagne        |
| 2019  | Gold (3CD)                                                            | Sony Music/Crimson         | CRIMCD651                         | Royaume-Uni      |
| 2019  | Przeboje (Rivers Of Babylon: Presenting... Boney M.)                  | Sony Music                 | 19075924332                       | Pologne          |
| 2022  | The Magic Of Boney M.                                                 | Sony Music                 | 19439934432                       | Allemagne        |

## Vidéos

### VHS
| Année | Titre                          | Label   | Référence     | Pays        |
| ----- | ------------------------------ | ------- | ------------- | ----------- |
| 1993  | Gold 20 Super Hits... And More | BMG/MCI | 74321 13140 3 | Royaume-Uni |
| 2001  | The Greatest Hits              | BMG     | 74321 89703 3 | Royaume-Uni |

### VCD
| Année | Titre                          | Label      | Référence     | Pays      |
| ----- | ------------------------------ | ---------- | ------------- | --------- |
| 1993  | Gold 20 Super Hits... And More | BMG HK LTD | 74321 47101 2 | Hong Kong |

### DVD
| Année | Titre                                                         | Label            | Référence       | Pays        |
| ----- | ------------------------------------------------------------- | ---------------- | --------------- | ----------- |
| 2001  | Gold 20 Superhits... And More                                 | BMG              | 74321 88541 9   | Allemagne   |
| 2001  | The Greatest Hits                                             | BMG              | 74321 89703 9   | Royaume-Uni |
| 2003  | Special Edition EP                                            | Classic Pictures | DVD6087X        | Royaume-Uni |
| 2006  | The Magic Of Boney M.                                         | Sony/BMG         | 82876 89317 9   | Allemagne   |
| 2007  | Fantastic Boney M.                                            | Sony/BMG         | 88697 15564 9   | Allemagne   |
| 2008  | The Magic Of Boney M.                                         | Sony/BMG         | 88697 35982 9   | Allemagne   |
| 2010  | The Magic Of Boney M.                                         | Sony Music       | 88697 78216 9   | Allemagne   |
| 2011  | ZDF Kultnacht Presents : Boney M. - Legendary TV Performances | Sony Music       | 88697 92249 9   | Allemagne   |
| 2011  | The Complete DVD Collection (3DVD)                            | Sony Music       | 88697 97591 9   | Allemagne   |
| 2013  | In Concert 1979                                               | Immortal         | 8 712177 061624 | E.U.        |
| 2015  | Diamonds (3DVD)                                               | Sony Music       | 88875 06437 9   | Allemagne   |